# Las Lagunas (San Luis)
Las Lagunas es una localidad del Departamento Libertador General San Martín, ubicada en el noreste de la provincia de San Luis, Argentina.

## Población
Contó con 111 habitantes (Indec, 2010), lo que representó un incremento del 54% frente a los 72 habitantes (Indec, 2001) del censo anterior.
Según el censo 2022 la población total de la Comisión municipal fue de 178 personas. En tanto, el número de viviendas registradas fue de 57.
| Gráfica de evolución demográfica de Las Lagunas entre 1991 y 2010 |
|                                                                   |
| Fuente: Censos nacionales del INDEC                               |